# سحر أوز
سحر أوز (بالإنجليزية: The Magic of Oz) هو الكتاب الثالث عشر ضمن كتب أرض أوز بقلم ليمان فرانك بوم. ونشر في 7 يونيو 1919م، بعد شهر واحد وفاة المؤلف، ويروي الكتاب المحاولة الفاشلة لصبي من المنشكين يدعى كيكي آرو لغزو أوز مع ملك النومي السابق راغيدو.
كتب بوم في الإهداء «إلى أطفال جنودنا الأمريكيين وحلفائهم، بفخر ومودة لا يقاسان».